# Thorofare River
Der Thorofare River ist ein 29 Kilometer langer rechter Nebenfluss des McKinley River im US-Bundesstaat Alaska.

## Flusslauf
Der Thorofare River verläuft an der Nordflanke der Alaskakette innerhalb des Denali-Nationalparks. Er bildet den Abfluss des Sunset-Gletschers. Der Thorofare River fließt anfangs 8 km in nordnordwestlicher Richtung. Der Sunrise Creek mündet rechtsseitig in den Thorofare River. Anschließend wendet sich dieser nach Nordwesten. Auf den folgenden 6 Kilometern durchfließt der Thorofare River mit zahlreichen Flussarmen eine mehr als einen Kilometer breite Kiesfläche. Der Gorge Creek trifft von rechts, der Glacier Creek von links auf den Thorofare River. Im Westen grenzt die Kiesfläche an den Muldrow-Gletscher. Der Thorofare River fließt entlang dem rechten Gletscherrand in westlicher Richtung und mündet schließlich auf einer Höhe von 674 m in den McKinley River, den Abfluss des Muldrow-Gletschers.

## Namensgebung
Der Flussname thorofare kommt aus dem Englischen und bedeutet „Durchgang“. Das Flusstal bildete früher eine wichtige Durchzugsroute der Karibu.